# Liste des albums musicaux numéro un au Billboard 200 en 1964
Cette page liste les albums musicaux ayant eu le plus de succès au cours de l'année 1964 aux États-Unis d'après le magazine Billboard.

## Historique
| Date         | Artiste(s)                    | Titre                        | Référence |
| ------------ | ----------------------------- | ---------------------------- | --------- |
| 4 janvier    | Sœur Sourire                  | Sœur Sourire The Singing Nun |           |
| 11 janvier   | Sœur Sourire                  | Sœur Sourire The Singing Nun |           |
| 18 janvier   | Sœur Sourire                  | Sœur Sourire The Singing Nun |           |
| 25 janvier   | Sœur Sourire                  | Sœur Sourire The Singing Nun |           |
| 1er février  | Sœur Sourire                  | Sœur Sourire The Singing Nun |           |
| 8 février    | Sœur Sourire                  | Sœur Sourire The Singing Nun |           |
| 15 février   | The Beatles                   | Meet the Beatles!            |           |
| 22 février   | The Beatles                   | Meet the Beatles!            |           |
| 29 février   | The Beatles                   | Meet the Beatles!            |           |
| 7 mars       | The Beatles                   | Meet the Beatles!            |           |
| 14 mars      | The Beatles                   | Meet the Beatles!            |           |
| 21 mars      | The Beatles                   | Meet the Beatles!            |           |
| 28 mars      | The Beatles                   | Meet the Beatles!            |           |
| 4 avril      | The Beatles                   | Meet the Beatles!            |           |
| 11 avril     | The Beatles                   | Meet the Beatles!            |           |
| 18 avril     | The Beatles                   | Meet the Beatles!            |           |
| 25 avril     | The Beatles                   | Meet the Beatles!            |           |
| 2 mai        | The Beatles                   | The Beatles' Second Album    |           |
| 9 mai        | The Beatles                   | The Beatles' Second Album    |           |
| 16 mai       | The Beatles                   | The Beatles' Second Album    |           |
| 23 mai       | The Beatles                   | The Beatles' Second Album    |           |
| 30 mai       | The Beatles                   | The Beatles' Second Album    |           |
| 6 juin       | Casting original              | Hello, Dolly!                |           |
| 13 juin      | Louis Armstrong               | Hello, Dolly!                |           |
| 20 juin      | Louis Armstrong               | Hello, Dolly!                |           |
| 27 juin      | Louis Armstrong               | Hello, Dolly!                |           |
| 4 juillet    | Louis Armstrong               | Hello, Dolly!                |           |
| 11 juillet   | Louis Armstrong               | Hello, Dolly!                |           |
| 18 juillet   | Louis Armstrong               | Hello, Dolly!                |           |
| 25 juillet   | The Beatles / Bande originale | A Hard Day's Night           |           |
| 1er août     | The Beatles / Bande originale | A Hard Day's Night           |           |
| 8 août       | The Beatles / Bande originale | A Hard Day's Night           |           |
| 15 août      | The Beatles / Bande originale | A Hard Day's Night           |           |
| 22 août      | The Beatles / Bande originale | A Hard Day's Night           |           |
| 29 août      | The Beatles / Bande originale | A Hard Day's Night           |           |
| 5 septembre  | The Beatles / Bande originale | A Hard Day's Night           |           |
| 12 septembre | The Beatles / Bande originale | A Hard Day's Night           |           |
| 19 septembre | The Beatles / Bande originale | A Hard Day's Night           |           |
| 26 septembre | The Beatles / Bande originale | A Hard Day's Night           |           |
| 3 octobre    | The Beatles / Bande originale | A Hard Day's Night           |           |
| 10 octobre   | The Beatles / Bande originale | A Hard Day's Night           |           |
| 17 octobre   | The Beatles / Bande originale | A Hard Day's Night           |           |
| 24 octobre   | The Beatles / Bande originale | A Hard Day's Night           |           |
| 31 octobre   | Barbra Streisand              | People                       |           |
| 7 novembre   | Barbra Streisand              | People                       |           |
| 14 novembre  | Barbra Streisand              | People                       |           |
| 21 novembre  | Barbra Streisand              | People                       |           |
| 28 novembre  | Barbra Streisand              | People                       |           |
| 5 décembre   | The Beach Boys                | Beach Boys Concert           |           |
| 12 décembre  | The Beach Boys                | Beach Boys Concert           |           |
| 19 décembre  | The Beach Boys                | Beach Boys Concert           |           |
| 26 décembre  | The Beach Boys                | Beach Boys Concert           |           |